# 아메리칸 모터사이클리스트
《아메리칸 모터사이클리스트》(영어: American Motorcyclist)는 미국 모터사이클 협회에서 매달 발행하는 미국의 잡지로, 입법 및 규제, 투어링, 트레일 라이딩, 모토크로스, 엔듀로, 로드 레이싱, 크루저, 더트 트랙 등 회원들에게 중요한 문제를 다루고 있다.
2013년 4월부터 이 잡지는 오프로드 라이딩 및 경기에 중점을 둔 두 번째 버전을 발행했다.

## 배포
이 잡지는 미국 모터사이클 협회 회원들에게 무료로 발송되며, 현재 발행본은 회원들에게 온라인으로 무료로 제공된다. 이 잡지는 가판대에서 판매되지 않는다. 회원들은 웹사이트 www.americanmotorcyclist.com에서 PDF 형식의 전체 지난 호 카탈로그를 무료로 이용할 수 있다.

## 기여자
아메리칸 모터사이클리스트는 톰 메렌, 데이비 모건, 제프 카르다스, 게이브 에츠-호킨, 콘래드 림 등 많은 프리랜서 기고자를 보유하고 있다.